# Schoenotenes agana
Schoenotenes agana is een vlinder uit de familie van de bladrollers (Tortricidae). De wetenschappelijke naam van de soort is voor het eerst geldig gepubliceerd in 1954 door Alexey Diakonoff.

## Type
- holotype: "female"
- instituut: RMNH, Leiden, Nederland
- typelocatie: "New Guinea, Moss Forest Camp, 5 km NE Lake Habbema"